# Matra MS11
Matra MS11 – samochód Formuły 1 zaprojektowany przez Bernarda Boyera i wyprodukowany przez Matra Sports. W przeciwieństwie do MS10 model MS11 był wyposażony w silnik V12 Matry. Samochód wziął udział w 10 Grand Prix, ale nie odnosił sukcesów. Powstały również prototypowe wersje modelu: MS11 4WD oraz MS11/12.

## Charakterystyka
Na sezon 1968 Matra skonstruowała dla Tyrrella zupełnie nowy model, MS10. Równolegle francuski koncern opracował drugi model, MS11. O ile MS10 był wyposażony w silnik Ford Cosworth DFV V8, to MS11 był napędzany własną jednostką Matry V12. O ile do zamontowania silnika Forda Matra zastosowała stalową ramę pomocniczą, to V12 w modelu MS11 był umieszczony w monocoque'u. Mimo to ze względu na zastosowanie dodatkowych części Matra V12 była znacznie cięższym silnikiem od Forda V8. Jednostka ta osiągała też mniejszą moc maksymalną (około 390 KM). Samochód nie odnosił sukcesów; jego najlepszym rezultatem było drugie miejsce Jeana-Pierre'a Beltoise'a w Grand Prix Holandii, podczas gdy MS10 wygrał cztery wyścigi. Zbudowano trzy egzemplarze modelu. Z uwagi na słabe wyniki MS11 nie był używany w sezonie 1969.
Na modelu oparto również dwie wersje prototypowe: MS11 4WD oraz MS11/12. Wersja 4WD, zaprojektowana przez Jeana-Louisa Caussina i zaprezentowana wiosną 1968 używała dwóch zakrzywionych osi do przekazywania mocy z tylnego dyferencjału bezpośrednio do przednich kół, jednak ten system sprawiał ogromne problemy i po teście w maju 1968 roku został zarzucony. Matra MS11/12 był to z kolei model MS11 z silnikiem MS12, to jest używanym w modelu MS120. Model ten został zaprezentowany na wystawie w Paryżu w 1970 i w tym samym roku wygrał eliminację wyścigów górskich w Mont-Doré.

## Wyniki w Formule 1
| Legenda oznaczeń w tabelach wyników Wyświetl szablon na nowej stronie | Legenda oznaczeń w tabelach wyników Wyświetl szablon na nowej stronie                                                                     |
| Oznaczenie                                                            | Wyjaśnienie |
| --------------------------------------------------------------------- | --- |
| Złoty                                                                 | Zwycięzca lub mistrzostwo |
| Srebrny                                                               | 2. miejsce lub wicemistrzostwo |
| Brązowy                                                               | 3. miejsce lub II wicemistrzostwo |
| Zielony                                                               | Ukończył, punktował (w klasyfikacji generalnej, gdy zdobył co najmniej jeden punkt na przestrzeni sezonu, poza trzema powyższymi opcjami) |
| Niebieski                                                             | Ukończył, nie punktował (w klasyfikacji generalnej, gdy nie zdobył co najmniej jednego punktu na przestrzeni sezonu)                      |
| Czerwony                                                              | Nie zakwalifikował się (NZ) |
| Czerwony                                                              | Nie prekwalifikował się (NPK) |
| Różowy                                                                | Nie ukończył (NU) |
| Różowy                                                                | Niesklasyfikowany (NS) (w klasyfikacji generalnej, gdy nie został sklasyfikowany w żadnym wyścigu sezonu)                                 |
| Czarny                                                                | Zdyskwalifikowany (DK) |
| Czarny                                                                | Wykluczony (WYK/EX) |
| Biały                                                                 | Nie wystartował (NW) |
| Biały                                                                 | Kontuzjowany (K/INJ) |
| Biały                                                                 | Wyścig odwołany (OD/C) |
| Bez koloru                                                            | Został wycofany (WYC/WD) |
| Bez koloru                                                            | Nie przybył (NP/DNA) |
| Bez koloru                                                            | Nie brał udziału w treningach (NT/DNP) |
| Bez koloru                                                            | Nie został zgłoszony (–) |
| Pogrubienie                                                           | Start z pole position |
| Kursywa                                                               | Najszybsze okrążenie wyścigu |
| †                                                                     | Nie ukończył, ale jego rezultat został zaliczony ze względu na przejechanie więcej niż 90% dystansu wyścigu.                              |
| *                                                                     | Sezon w trakcie |
| 1/2/3                                                                 | Punktowana pozycja w sprincie kwalifikacyjnym                                                                                             |
| Lista systemów punktacji Formuły 1                                    | |

| Sezon | Zespół       | Silnik | Kierowcy             | Wyniki w poszczególnych eliminacjach | Wyniki w poszczególnych eliminacjach | Wyniki w poszczególnych eliminacjach | Wyniki w poszczególnych eliminacjach | Wyniki w poszczególnych eliminacjach | Wyniki w poszczególnych eliminacjach | Wyniki w poszczególnych eliminacjach | Wyniki w poszczególnych eliminacjach | Wyniki w poszczególnych eliminacjach | Wyniki w poszczególnych eliminacjach | Wyniki w poszczególnych eliminacjach | Wyniki w poszczególnych eliminacjach | Wyniki kierowców | Wyniki kierowców | Wyniki konstruktora | Wyniki konstruktora |
| Sezon | Zespół       | Silnik | Kierowcy             | ZAF                                  | ESP                                  | MCO                                  | BEL                                  | NED                                  | FRA                                  | GBR                                  | DEU                                  | ITA                                  | CAN                                  | USA                                  | MEX                                  | Punkty           | Pozycja          | Punkty              | Pozycja             |
| ----- | ------------ | ------ | -------------------- | ------------------------------------ | ------------------------------------ | ------------------------------------ | ------------------------------------ | ------------------------------------ | ------------------------------------ | ------------------------------------ | ------------------------------------ | ------------------------------------ | ------------------------------------ | ------------------------------------ | ------------------------------------ | ---------------- | ---------------- | ------------------- | ------------------- |
| 1968  | Matra Sports | Matra  | Jean-Pierre Beltoise | -                                    | -                                    | NU                                   | 8                                    | 2                                    | 9                                    | NU                                   | NU                                   | 5                                    | NU                                   | NU                                   | NU                                   | 8 (11)           | 9                | 8                   | 9                   |
| 1968  | Matra Sports | Matra  | Henri Pescarolo      | -                                    | -                                    | -                                    | -                                    | -                                    | -                                    | -                                    | -                                    | -                                    | NU                                   | NW                                   | 9                                    | 0                | 25               | 8                   | 9                   |